# Ватулма
Ватулма — озеро на территории Сосновецкого сельского поселения Беломорского района Республики Карелии.

## Общие сведения
Площадь озера — 2,6 км², площадь водосборного бассейна — 25,6 км². Располагается на высоте 120,4 метров над уровнем моря.
Форма озера продолговатая: оно почти на семь километров вытянуто с северо-запада на юго-восток. Берега изрезанные, каменисто-песчаные, местами заболоченные.
Из северо-западной оконечности озера вытекает река Козледеги (ниже по течению, после Кевятозера, Нижняя Охта), впадающая в реку Кемь.
В Ватулму также впадает ручей без названия, текущий из озёр Камня и Косого.
По центру озера расположен один относительно крупный (по масштабам водоёма) остров без названия.
Код объекта в государственном водном реестре — 02020001011102000006301.